# Macaque japonais
 (février 2025).
La mise en forme du texte ne suit pas les recommandations de Wikipédia : il faut le « wikifier ».
Les points d'amélioration suivants sont les cas les plus fréquents. Le détail des points à revoir est peut-être précisé sur la page de discussion.
- Les titres sont pré-formatés par le logiciel. Ils ne sont ni en capitales, ni en gras.
- Le texte ne doit pas être écrit en capitales (les noms de famille non plus), ni en gras, ni en italique, ni en « petit »…
- Le gras n'est utilisé que pour surligner le titre de l'article dans l'introduction, une seule fois.
- L'italique est rarement utilisé : mots en langue étrangère, titres d'œuvres, noms de bateaux, etc.
- Les citations ne sont pas en italique mais en corps de texte normal. Elles sont entourées par des guillemets français : « et ».
- Les listes à puces sont à éviter, des paragraphes rédigés étant largement préférés. Les tableaux sont à réserver à la présentation de données structurées (résultats, etc.).
- Les appels de note de bas de page (petits chiffres en exposant, introduits par l'outil «  Source ») sont à placer entre la fin de phrase et le point final[comme ça].
- Les liens internes (vers d'autres articles de Wikipédia) sont à choisir avec parcimonie. Créez des liens vers des articles approfondissant le sujet. Les termes génériques sans rapport avec le sujet sont à éviter, ainsi que les répétitions de liens vers un même terme.
- Les liens externes sont à placer uniquement dans une section « Liens externes », à la fin de l'article. Ces liens sont à choisir avec parcimonie suivant les règles définies. Si un lien sert de source à l'article, son insertion dans le texte est à faire par les notes de bas de page.
- La présentation des références doit suivre les conventions bibliographiques. Il est recommandé d'utiliser les modèles {{Ouvrage}}, {{Chapitre}}, {{Article}}, {{Lien web}} et/ou {{Bibliographie}}. Le mode d'édition visuel peut mettre en forme automatiquement les références.
- Insérer une infobox (cadre d'informations à droite) n'est pas obligatoire pour parachever la mise en page.

Pour une aide détaillée, merci de consulter Aide:Wikification.
Si vous pensez que ces points ont été résolus, vous pouvez retirer ce bandeau et améliorer la mise en forme d'un autre article.
Macaca fuscata
Espèce
Statut de conservation UICN

 LC  : Préoccupation mineure
Statut CITES
Synonymes
- (Macacus) speciosus, Geoffroy Saint-Hilaire, 1825 (Protonyme)[1]
- Inuus speciosus, Temminck, 1836[2]

Le macaque japonais (Macaca fuscata) est un singe catarhinien de la famille des cercopithécidés, largement réparti sur l'archipel du Japon.
Caractérisé par sa ressemblance avec le macaque de barbarie et sa peau d’une couleur écarlate lui ayant valu le nom de « magot à face rouge » ainsi que de sa fourrure brune grisâtre très épaisse, il s’agit du primate non humain dont l'habitat naturel est le plus septentrional et le plus froid, d’où le nom de « singe des neiges », de l’anglais snow monkey. Deux sous-espèces sont aujourd’hui répertoriées.
Connu au Japon sous le nom de Nihon-zaru (ニホンザル ; 日本猿, « singe du Japon »), il s’agit d’un animal très familier sur l’archipel. Apparaissant dans la littérature et les arts, il est devenue la figure du singe (猿, saru) dans l’imaginaire populaire au Japon, apparaissant sur des représentations telles que les singes de la sagesse, le conte de Momotarô, ou encore dans l’adaptation japonaise de La Pérégrination vers l'Ouest. La figure de macaques japonais se baignant dans des sources chaudes est devenue une figure centrale de l’identité visuelle du Japon à l’international.

## Dénominations
- Nom scientifique valide : Macaca fuscata Blyth, 1875[6].
- Noms typiques en français : Macaque japonais (UICN)[7], Macaque à face rouge (UICN et CITES)[8][note 1].
- Noms vulgaires et vernaculaires, couramment utilisés en français : Macaque du Japon, Singe des neiges (de l’anglais Snow monkey), Magot à face rouge[9].

## Classification

### Découverte et appellations
Originellement, cette espèce de macaque a été identifiée scientifiquement bien avant de nombreuses autres espèces de l’archipel japonais. Décrite pour la première fois en 1825 sous le nom de Macacus speciosus par le zoologiste français Isidore Geoffroy Saint-Hilaire. Cependant, ce dernier, ayant étudié l’espèce à partir d’un individu captif, avait conclu qu’elle était originaire des îles de la Sonde, en Asie du Sud-Est. Par la suite, l’espèce fut décrite sous le nom d’Inuus speciosus dans de nombreux autres documents de la littérature scientifique de l’époque, dont le cinquième volume de Fauna Japonica.
La dénomination définitive Macaca fuscata provient du zoologiste britannique Edward Blyth en 1875, fuscata signifie « de couleur sombre » en référence à la couleur du pelage du primate, devenant le nom binomial principalement utilisé pour désigner l’espèce. Bien que les appellations I. speciosus et M. speciosus aient pendant longtemps été utilisés officiellement, une proposition a été faite en 1967 pour invalider M. speciosus  afin d'éviter toute confusion, et en 1970, la Commission internationale de nomenclature zoologique a officiellement adopté  M. fuscata  comme nom scientifique définitif pour cette espèce,.

### Sous-espèces
| Sous espèces et auteur                        | Localisation                                                                         | Image | Caractéristiques |
| --------------------------------------------- | ------------------------------------------------------------------------------------ | ----- | --- |
| M. f. fuscata Gray, 1870                      | Largement répandue sur l’archipel, vivant sur les îles de Honshū, Shikoku et Kyūshū. |       | |
| Macaque de Yakushima M. f. yakui Kuroda, 1941 | Endémique de l’île de Yakushima,.                                                    |       | Caractérisé par un pelage plus long d’une couleur brune foncée. Le crâne est plus petit et les orbites plus étroits et moins espacés. |

### Évolution
Des fossiles de cette espèce ont été découverts dans des strates datant du Pléistocène moyen. Le plus ancien fossile connu est une dent trouvé à Mine dans la préfecture de Yamaguchi,. Ce fossile a été trouvé en association avec des fossiles de Stegodons et d’éléphants de Naumann, et pourrait être contemporain de ces espèces, bien qu'il puisse aussi être plus récent. Un humérus a été trouvé dans la préfecture de Chiba, Sodegaura.
Au sein du genre, cette espèce est apparentée au Macaque rhésus, au Macaque-ours, et au Macaque de Taïwan, formant le groupe fascicularis en raison de la morphologie du gland et d'autres caractéristiques. L'espèce la plus proche est le macaque rhésus, avec une divergence estimée aux alentours de 500 000 ans.
L'espèce type et la sous-espèce Macaca fuscata yakui ont divergé il y a environ 170 000 à 180 000 ans. Une analyse moléculaire de l'ADN mitochondrial montre une division en deux lignées principales, séparées principalement par les régions de Kinki et de Chugoku.

## Morphologie
Les dimensions générales d’un individu adulte sont estimées d’une longueur tête-corps allant de 53 à 60 cm, pour une longueur moyenne de 57 cmchez le mâle, contre des dimensions allant de 47 à 55 cm pour une moyenne de 52,3 cm chez la femelle. La queue des macaques japonais est relativement courte, l’appendice du mâle est un tout petit peu plus long que celui de la femelle d’un centimètre en en moyenne. Les plus petites font 6 cm chez les femelles, contre 7 chez les mâles, pour une moyenne de 92,5 mm chez les mâles et 79,1 mm chez les femelles, mais l’ensemble ne dépasse pas les 11 cm chez les deux sexes.
En terme de poids, le macaque japonais se situe dans une bonne moyenne, par rapport aux autres espèces du genre macaca, avec un poids minimal de 6kg. Les ont un poids allant jusqu’à18 kg pour une moyenne de 11,3 k g, tandis que les femelle vont jusqu'à 14 kg, pour une moyenne de 8,4 kg. Le poids de leur cerveau est d'environ 95 g. Il existe des différences plus ou moins importante selon les sous-espèce, mais aussi les populations selon les régions du Japon, les individus vivant dans les parties les plus montagneuses et plus froides du nord-est et du centre du Japon sont généralement plus grands et plus lourds que ceux vivant dans les régions les plus chaudes à l'ouest du Japon : par exemple, les individus de la région de Shiga sont presque deux fois plus lourds que ceux de l'île de Yakushima.
Le pelage est plus long et dense dans les régions froides et plus court et clairsemé dans les régions chaudes. Le poil dorsal est d’une teinte brune ou ocre, tandis que le pelage ventral est gris. Le reste de son corps est couvert de poils bruns ou grisâtres. Le pelage du macaque est bien adapté au froid et son épaisseur augmente à mesure que les températures baissent. Il peut supporter des températures inférieures à −20 °C. Cependant, la densité du pelage à tendance à diminuer avec l'âgerendant les individus les plus âgés plus vulnérables.
Comme la plupart des espèces de cercopithèques, les mains, le visage ainsi que la région située aux alentours du postérieur sont dépourvus de poils. La couleur de la peau peut varier d’une teinte rosée à une teinte rouge vif.
Le dimorphisme sexuel donne au mâle une paire de canines développées.

## Répartition et habitat

Répartition des macaques japonais

### Répartition
Le macaque japonais se trouve sur trois des quatre principales îles japonaises, au sud de la ligne de Blakiston : Honshu, Shikoku, Kyushu ainsi que les îles environnantes. Les populations les plus septentrionales vivent sur la péninsule de Shimokita, le point le plus au nord de Honshu. Il est également présent sur des petites îles plus éloignées, comme l’île de Yakushima et celle de Tanegashima,. Une étude de 1989 estimait la population totale de macaques japonais sauvages à 114 431 individus,. Toutefois, depuis les périodes modernes, sa répartition tend à diminuer progressivement. Dans la préfecture d'Ibaraki, il est considéré comme éteint.

### Habitat
Le macaque japonais vit dans une grande variété d'habitats : Dans le sud de son aire de répartition, notamment dans les îles, il habite les forêts subtropicales au feuillage persistant,,. Dans la partie Nord, il vit dans les zones montagneuses et les forêts subarctiques au feuillage caduque,,.
Les groupes vivent dans des territoires de 1 à 80 km2. Cependant, celui-ci est bien plus restreint dans les forêts au feuillage semi-persistant, avec une densité de 1,4 à 6,4 ha par individu, contre 9 à 79 ha par individu dans les forêts au feuillage caduque.

## Écologie

### Activité
Le macaque japonais a un mode de vie semi-terrestre: les femelles ont tendance à passer plus de temps dans les arbres et les mâles, plus lourds passent plus de temps au sol. Ce sont de très bons nageurs et ils peuvent parcourir une distance de plus d'un demi-kilomètre,.
Dans les régions plus froides, de l'automne au début de l'hiver, les macaques alternent entre différentes activités : en hiver, les macaques ont deux à quatre périodes d'alimentation par jour, avec moins d'activités quotidiennes. Dans les régions enneigées, ils peuvent rester inactifs pendant les tempêtes de neige. Au printemps et en été, ils ont deux ou trois périodes d'alimentation par jour. Dans les régions plus chaudes comme Yakushima, les activités quotidiennes sont plus variées. Une journée typique pour un individu moyen se compose de 20,9 % d'inactivité, 22,8 % de déplacement, 23,5 % d'alimentation, 27,9 % d’épouillage, 1,2 % d'auto-toilettage et 3,7 % d'autres activités.
Les macaques sont des primates diurnes, la nuit ils dorment généralement dans les arbres, mais ils dorment aussi sur le sol, ainsi que sur ou près des rochers et des souches. En hiver, ils se blottissent les uns contre les autres pour se réchauffer pendant leur sommeil. Dans le Jigokudani Monkey Park, les macaques sont connus pour visiter les sources chaudes en hiver pour se réchauffer après avoir été encouragés à se concentrer là-bas dans les années 1960, dans le cadre d'un plan visant à réduire les dégâts causés aux cultures locales par leur alimentation.

### Alimentation

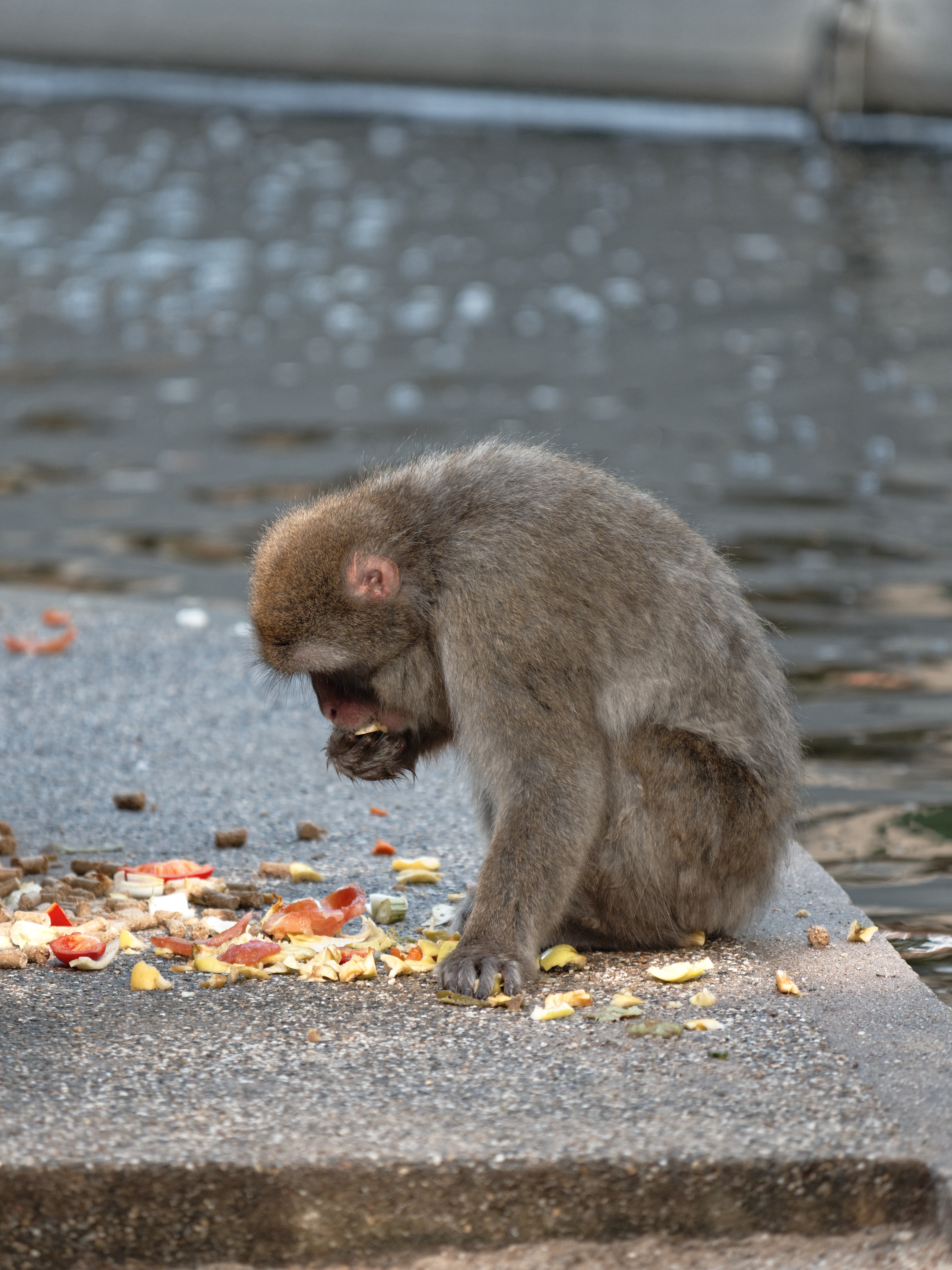
Le macaque peut manger une grande variété d’aliments.

Le macaque japonais a un régime alimentaire omnivore et opportuniste. Il mange une très grande variété d’aliments, qu’il peut stocker dans ses abajoues, à la manière de certains rongeurs. Dans la préfecture de Kyoto, 192 variétés ont été répertoriées,.

À tendance végétarienne et frugivore, il consomme jusqu’à de 213 essences de végétaux, ingérant différentes variétés de feuillages, sur les arbres comme au sol, comme les fougères. Il mange de nombreuses variétés de graines, de fruits et de baies, comme des châtaignes, des mumes ou encore des kakis, très nombreux sur l’archipel. Il lui arrive également de consommer des bourgeons, des champignons ou encore des racines, et des tubercules comme des patates douces. Il consomme également de la matière animale, comme des œufs ou encore des invertébrés notamment des vers ou des mollusques, comme des coquillages. Il lui arrive également d’attraper des animaux plus mobiles comme des insectes et d’autres nombreux petits arthropodes comme des crustacés. Parfois, il peut réussir à se saisir d’animaux un peu plus gros comme des poissons,, amphibiens et des reptiles, ou encore des oiseaux et de petits mammifères, lorsque l'occasion se présente. Toutefois, selon les circonstances, lorsque certains aliments viennent à manquer, il lui arrive parfois de compléter son alimentation en ingérant de l’écorce ou de la terre,.

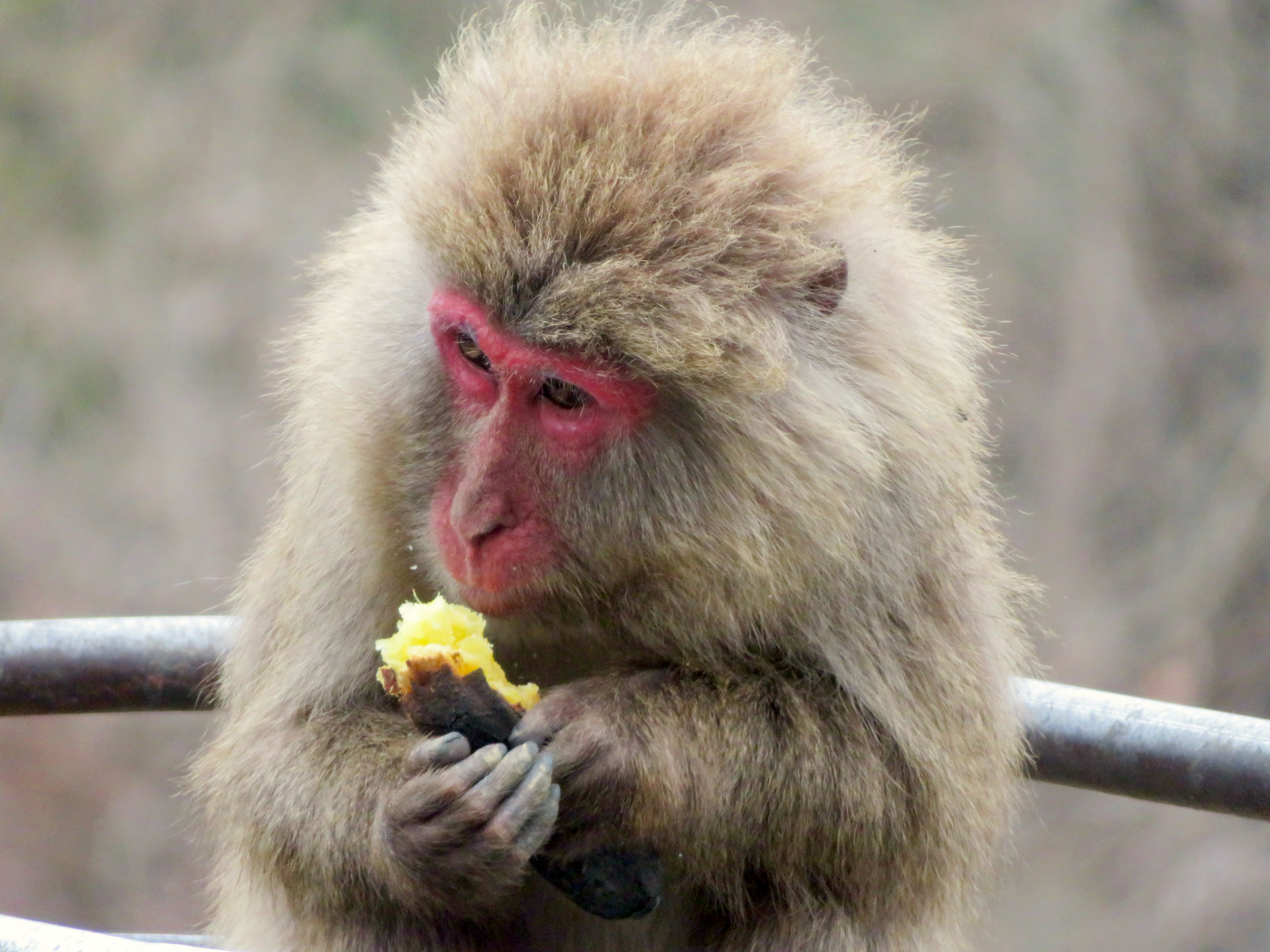
Un macaque japonais mangent une patate douce rôtie.

Selon les régions du Japon et les sous-espèces étudiées, il existe certaines variations dans le régime alimentaire et les recours possibles :
Sur les îles les plus méridionales de l’archipel japonais, le macaque de Yakushima a aussi une alimentation omnivore, où il a été observé mangeant des grenouilles et des lézards, mais il consomme principalement des fruits tombés des arbres, mais surtout des feuilles notamment en hiver où son alimentation se restreint largement aux herbes sur le sol.
Dans les parties les plus septentrionales du Japon en revanche, son régime alimentaire est bien plus diversifié et affecté par les changements drastiques de saison qui s’opèrent, devant s’adapter aux hivers les plus rudes : au printemps, il mange des feuilles et des bourgeons. En été, il affectionne principalement les baies. Et du printemps à l'hiver, il consomme des fruits et des graines, comme des noix. Cette alimentation granivore et frugivore, est particulièrement plébiscitée, pour faire des réserves de graisse pour l’hiver, lorsque la nourriture est rare. Cette alimentation est également plébiscitée par la population de macaques de la toute petite île de Kinkasan. Mais dans certaines régions, il peut se rabattre sur les produits peu conventionnels, lorsque la nourriture se raréfie :  dans la péninsule de Shimokita, il consomme des algues et des mollusques et dans la région de Kamikōchi, Matsumoto, il consomme régulièrement du poisson en hiver. La nécessité peut également lui faire avoir des comportements de prédation :  en 2015, des macaques japonais ont été vus chassant des oisillons de lagopèdes dans les Alpes japonaises.
Des cas de consommation de poisson par les macaques de Yakushima ont été enregistrés avant les années 1980, avec quatre occurrences de poissons donnés comme nourriture et deux occurrences de poissons échoués sur la plage et consommés. Cependant, il n'y a pas eu d'observation de capture de poissons vivants.
Son habitat étant de plus en plus grignoté par les activités humaines, il se risque aussi quelquefois dans les champs ou les jardins des particuliers pour se nourrir.

### Longévité
Bien qu'il soit relativement grand et agile, cette espèce a peu de prédateurs naturels. mais certains rapaces comme l’Aigle montagnard ont été signalés comme prédateurs. Le loup du Japon, aujourd'hui éteint, aurait également été un prédateur important, selon les anciennes sources littéraires.
Dans la nature, l’espérance de vie des macaques japonais se situe aux alentours de plus d’une trentaine d’années chez les individus en bonne santé, plus précisément de 32 ans pour les femelles et de  28 ans pour les mâles à leur maximum, ce qui est élevé par rapport à ce que l'on observe généralement chez les autres espèces de macaque. Cependant, l’espérance de vie globale est généralement inférieure à 25 ans, en raison d'un taux de mortalité élevé chez les jeunes. Un cas de reproduction chez un individu de plus de 26 ans avait été signalé.

## Comportement

### Structure sociale
Comme la plupart des primates, les macaques japonais vivent en groupe. Ces groupes sont généralement constitués de plusieurs dizaines à plus d’une centaine d’individus. La sous-espèce de Yakushima forme généralement des groupes de moins de 50 individus. Les groupes de macaques tendent à contenir des adultes des deux sexes. Les relations entre les groupes varient selon les régions ; par exemple, les groupes de Yakushima ont des hiérarchies strictes et peuvent entrer en conflit lorsqu'ils se rencontrent, tandis que les groupes de Hakusan peuvent parfois se mélanger lorsqu'ils se croisent.

#### Hiérarchie et rôles sociaux
Les groupes sont composés de mâles et de femelles adultes, ainsi que de jeunes et de bébés. Chaque individu du groupe a un rang déterminé par la force, créant une hiérarchie linéaire. Les individus de rang supérieur montrent leur dos aux subordonnés, qui peuvent monter sur leur dos dans un comportement désigné en anglais sous le terme de  « mounting », confirmant ainsi la hiérarchie et évitant les conflits. Ce comportement est moins fréquent entre individus de rangs très différents. La hiérarchie n'est pas simplement linéaire, mais comprend des niveaux, chaque individu ayant une place définie dans le groupe. Le rôle de leader se constitue généralement d’un seul individu, un mâle adulte, ou bien un groupe, dont la position dans l’espace se situe au centre du groupe, entourés de femelles et de jeunes, avec les jeunes mâles à la périphérie. Le leader protège le groupe des menaces extérieures et intervient dans les conflits internes.
Les macaques japonais vivent dans une société matrilinéaire. Les femelles restent dans leurs groupes natals toute leur vie, tandis que les mâles sont contraint de le quitter avant d'être sexuellement matures. Un groupe contient plusieurs lignées qui coexistent dans une hiérarchie de dominance, où tous les membres d'un rang spécifique dominent ceux du rang inférieur. La structure sociale repose entièrement sur les femelles, qui ne quittent jamais le groupe. Elles existent dans une hiérarchie de dominance stable, et leur rang dépend de celui de leur mère. Les jeunes femelles tendent à avoir un rang plus élevé que leurs sœurs aînées,. Les lignées de rang supérieur ont une plus grande cohésion sociale. Des relations fortes avec des femelles dominantes peuvent permettre aux mâles dominants de conserver leur rang tout au long de leur vie.
La vie des mâles chez les macaques japonais est bien plus mouvementée que celle des femelles. Ces derniers doivent quitter leur groupe natal à l'âge de 3 à 8 ans pour rejoindre un autre. Cette recherche de nouveau groupe peut être plus ou moins longue, pouvant impliquer des déplacements sur de très longues distances. D’instinct grégaire, afin de ne pas se retrouver entièrement seuls, des groupes temporaires se forment. Cependant, de nombreux mâles demeurent solitaire sans groupe auquel s’accrocher pouvant librement faire des allers-retours entre différents groupes de singes. Les mâles intégrés au sein d'un groupe ont normalement un statut hiérarchique spécifique, vis-à-vis du leader. Ce statut de dominance change généralement lorsqu'un groupe subit un important changement politique, comme la division d’un groupe ou la déchéance d’un leader, ou bien quand un leader quitte le groupe ou meurt. Plus un mâle reste longtemps dans un groupe, plus son statut est susceptible d'être élevé.
Des études comme celles de Izawa Eiji sur les groupes à l’état sauvages de Hakusan remettent en question l'existence d'un mâle dominant. Ces études suggèrent que les groupes sont maintenus par une « conscience intermédiaire » et que l'apparence d'un « leader » ou d'une « hiérarchie fixe » est due à des conditions spécifiques créées par l'alimentation artificielle. Cette situation peut favoriser la monopolisation de la nourriture et donner l'impression d'une hiérarchie rigide.

#### Leadership féminin documenté
Yakei est une femelle qui a pris la tête de sa troupe au Takasakiyama Natural Zoological Garden en 2021. Sa troupe se compose de 677 macaques japonais vivant dans un sanctuaire établi en 1952. À l'âge de neuf ans, elle a renversé les mâles dominants de sa troupe et a également déplacé sa mère de haut rang. Yakei a conservé sa position de leader pendant sa première saison de reproduction, période où l'on pensait qu'elle pourrait être défiée. Cette situation a suscité un grand intérêt scientifique et médiatique.
Auparavant, la structure sociale des groupes de macaques était décrite comme une « structure concentrique double », avec un mâle dominant au centre, entouré de femelles et de jeunes, tandis que les autres mâles restaient à la périphérie. Le terme « mâle dominant » a ensuite été remplacé par « leader ».

### Communication

#### Vocalises

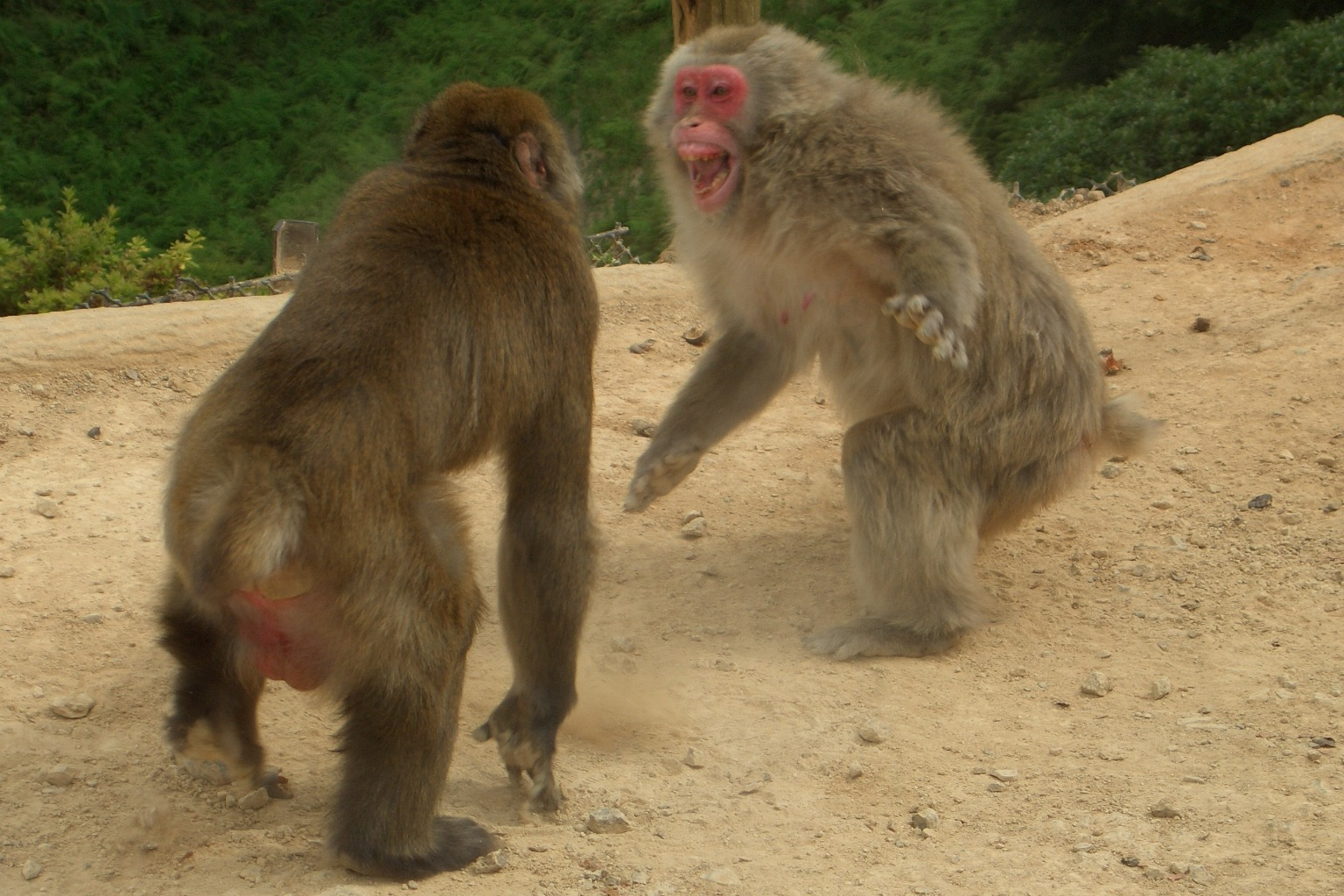
Confrontation entre deux mâles. La « grimace » constitue également une forme de communication, ici la surprise.

Au cours de certaines de leurs activités, les macaques japonais émettent souvent des sons apparentés à une forme de « roucoulement ». Ces vocalises particulières servent probablement à maintenir la troupe sur un espace définit et à renforcer les relations sociales entre les femelles. Les individus s’invectivent et se répondent généralement entre eux par les mêmes sons. Ils sont également émis avant l’épouillage ainsi que des vocalises identifiées comme des « girneys calls » (en) en anglais, caractérisés par des sons doux et plaintifs. Des variantes ces « girneys calls » sont émises dans différents contextes. Ce son sert également d'apaisement entre les individus lors d'affrontements agressifs. Les macaques disposent également des cris d’alerte pour prévenir du danger, ils ressemblent beaucoup à ceux qu’usent les femelles pour signaler la période de l’œstrus.
Lors d'affrontements agressifs, des vocalises de menace sont émis par les partisans de ceux impliqués dans des interactions antagonistes. Ils jouent un rôle social particulier : un individu soutenu par les cris de ses partisans lors d’une confrontation, soutiendra ceux qui ont crié pour lui dans d’éventuelles confrontations futures.

#### L’épouillage

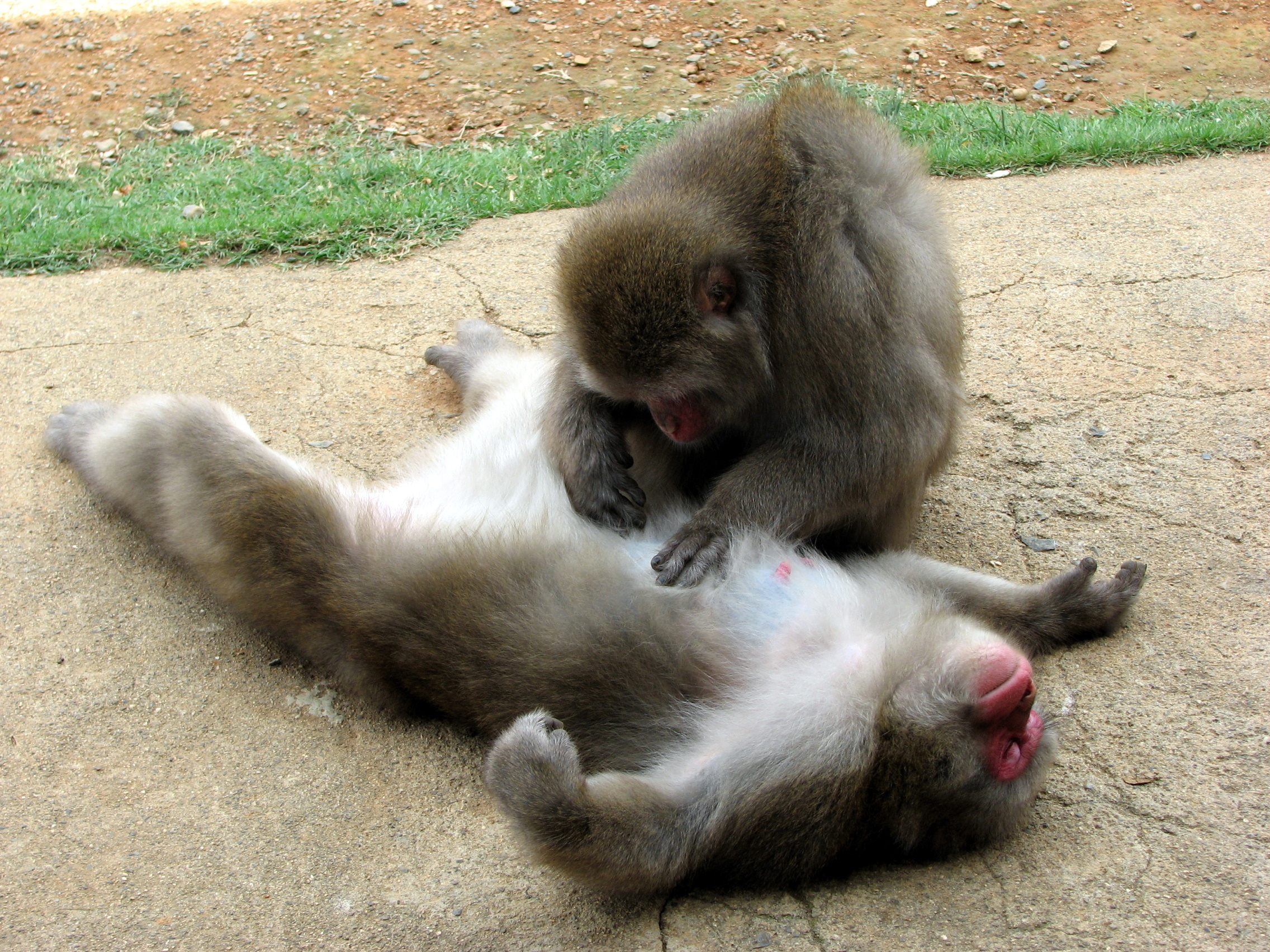
Une séance d’épouillage au Iwatayama Monkey Park.

Comportement est observé indépendamment du climat ou de la saison, l’épouillage joue un rôle essentiel dans les activités des primates. Il permet en premier lieu d'éliminer les parasites tels que les puces et les tiques, pouvant constituer par la même occasion une source de nourriture supplémentaire.
Mais ce comportement mutuel, joue surtout un rôle prédominent dans la création et le renforcement des liens sociaux : plus les individus passent de temps à se s’épouiller, plus leurs relations sont fortes. Les femelles apparentées par la lignée matrilinéaire se toilettent plus souvent entre elles que les individus non apparentés. Toutefois, elles peuvent aussi toiletter des femelles non apparentées pour maintenir la cohésion du groupe et renforcer les relations sociales entre différentes parentés. Néanmoins, une femelle ne toilette qu'un nombre limité d'autres femelles, même si la taille du groupe augmente. Il arrive qu’elles toilettent également les mâles, généralement pour des raisons hygiéniques, mais ce comportement peut aussi être utilisé pour attirer et gagner des faveurs spécifiques des mâles dominants du groupe. Les mères transmettent leurs techniques de toilettage à leurs petits, probablement par des moyens sociaux plutôt que génétiques, ce qui en fait une caractéristique culturelle.

### Reproduction et parentalité

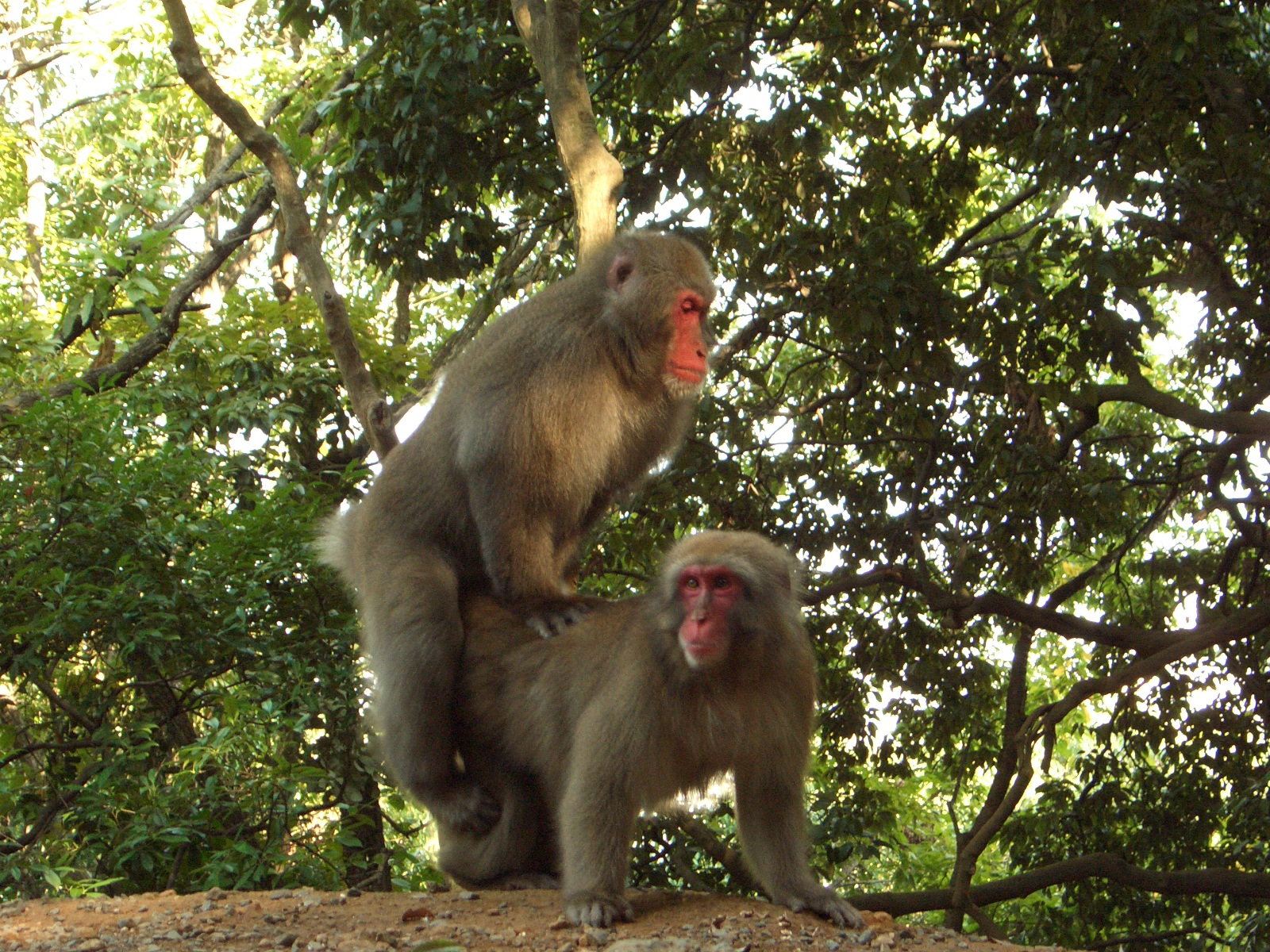
Accouplement d’un couple de macaques.

La saison des amours a lieu en automne, et après une gestation de 161 à 186 jours, les naissances s’étalent d’avril à juillet, avec un pic en mai. Durant cette période, sous l'effet des hormones sexuelles, les vaisseaux sanguins se dilatent, rendant la face et le postérieur des macaques deviennent rouges. Les femelles ont rarement des chaleurs en dehors de la saison des amours, et leurs menstruations sont rares et souvent anovulatoires.
Les femelles s’adonnent parfois à des pratiques homosexuelles, indépendamment de la saison des amours, les coïtes sont donc plus fréquent entre femelles qu’entre deux individus de sexe différents. Ce comportement a conduit certaines publications à proposer la théorie selon laquelle les femelles macaques seraient plus généralement bisexuelles.
Les mâles et les femelles s’accouplent avec plusieurs partenaires, augmentant ainsi les chances de reproduction. Les femelles peuvent choisir leurs partenaires indépendamment du rang social des mâles, mais ces derniers, lorsqu’ils sont dominants, réussissent mieux à maintenir leurs couple. Un mâle et une femelle peuvent former un couple temporaire, s’accouplant, se nourrissant et voyageant ensemble pendant une période moyenne de 16 jours, bien que les femelles entrent généralement dans plusieurs consortiums au cours d’une même saison.
Les mâles dominants perturbent parfois les couples des subordonnés pour monopoliser les accouplements. Une femelle prête à s’accoupler adopte des postures spécifiques, comme regarder en arrière par-dessus son épaule ou marcher à reculons vers son partenaire, et émet des vocalisations spécifiques telles que des couinements et des « caquètements » durant la copulation. Environ une copulation sur trois aboutit à une éjaculation.

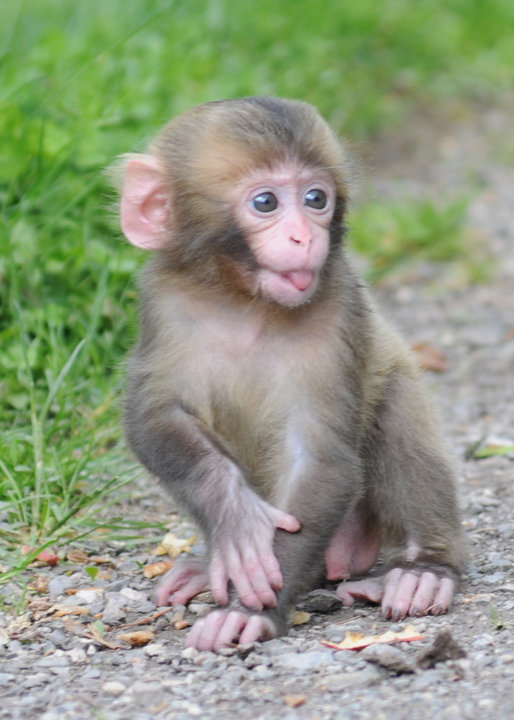
Bébé macaque japonais.

Les femelles donnent naissance à un seul petit, rarement deux, au printemps ou en été, avec un intervalle entre les naissances de deux à trois ans selon l’état nutritionnel. À la naissance, les petits ont un pelage brun foncé et sont portés sur le ventre de leur mère pendant quatre semaines avant de passer sur son dos. L’allaitement dure de 11 à 18 mois, et le sevrage complet intervient vers 18 mois. Les petits commencent à consommer des aliments solides vers cinq ou six semaines et deviennent progressivement indépendants.
Les femelles atteignent leur maturité sexuelle entre cinq et sept ans, tandis que les mâles tendent à quitter leur groupe natale pour rejoindre d’autres groupes à l’âge adulte. Les soins alloparentaux sont fréquents, en particulier chez les femelles qui n’ont pas encore eu de petits, et certains mâles adultes, bien que ne participant pas directement à l’éducation des jeunes, peuvent protéger et toiletter des petits.
Les jeunes développent pleinement leurs capacités locomotrices vers trois ou quatre mois. Les interactions sociales varient selon le sexe : les jeunes mâles jouent plus souvent en groupes nombreux, tandis que les jeunes femelles s’associent avec des individus de tous âges et sexes. Les jeunes mâles, à partir de deux ans, commencent à privilégier la compagnie d’autres mâles du même âge.

### Culture

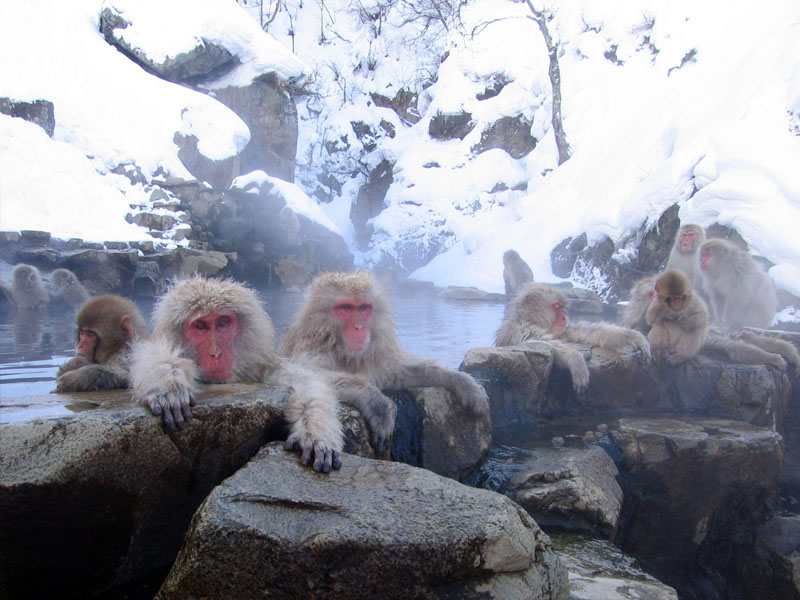
Des macaques se baignant aux sources chaudes de Jigokudani, Préfecture de Nagano,

À l’instar d’autres espèces de macaques étudiées par l’homme comme le macaque rhésus, le macaque japonais est une espèce réputée pour son intelligence : 
Le comportement le plus remarquable du macaque japonais, lui ayant valu sa popularité dans le monde, étant sa tendance lors de grands froids, à venir se prélasser en groupe dans des sources chaudes: Durant ces périodes hivernales, le monde est associé à quelque chose de dangereux, source de beaucoup de stress pour les macaque femelles, surtout celles qui ont un rang. Dès lors qu’elles vont dans le bain, la chaleur de l’eau, mais surtout le fait qu’elles profitent de leur rang et que d’autres femelles en sont privées, les apaisent et diminuent leur stress. Toutefois si les femelles éprouvent du stress hors du bain, il a pourtant été observé, des individus en train de confectionner et de fzire rouler des boules de neige dans le seul but de s’amuser.
Des chercheurs étudiant une population de macaques sur l'île de Koshima. Ils ont laissé des patates douces sur la plage pour qu'ils les mangent. Puis, ont vu une femelle, nommée Imo, laver la nourriture avec de l'eau de rivière plutôt que de la brosser comme le faisaient les autres, et plus tard même tremper sa nourriture propre dans l'eau de mer pour l’assaisonner,,. Après un certain temps, d'autres membres du groupe ont commencé à copier son comportement. Ce trait a ensuite été transmis de génération en génération, jusqu'à ce qu'enfin tous, excepté les membres les plus âgés, lavent leur nourriture et l'assaisonnent dans la mer,. La troupe, sous l’initiative d’Imo, aurait été la première observée à rouler des grains de blé dans du sable, à tout jeter dans l'ea, et à attendre que le sable de coule, libérant le blé des impuretés pour mieux le consommer,. Un récit modifié de cet incident s’était à la base du phénomène du  "centième singe".
Dans des études récentes, il a été découvert que les macaques japonais communiquaient avec différents accents, analogues à ce que l’on peut trouver dans les cultures humaines. Les macaques dans des zones séparées de seulement quelques centaines de kilomètres peuvent avoir des tons très différents dans leurs appels, leur forme de communication. Le macaque japonais, à l’instar du macaque crabier, le macaque japonais a été impliqué dans de nombreuses études concernant les neurosciences et a également été utilisé dans les tests de médicaments,.

## Le macaque japonais et l'Homme

### Conservation

#### Initiatives d’études et de conservation

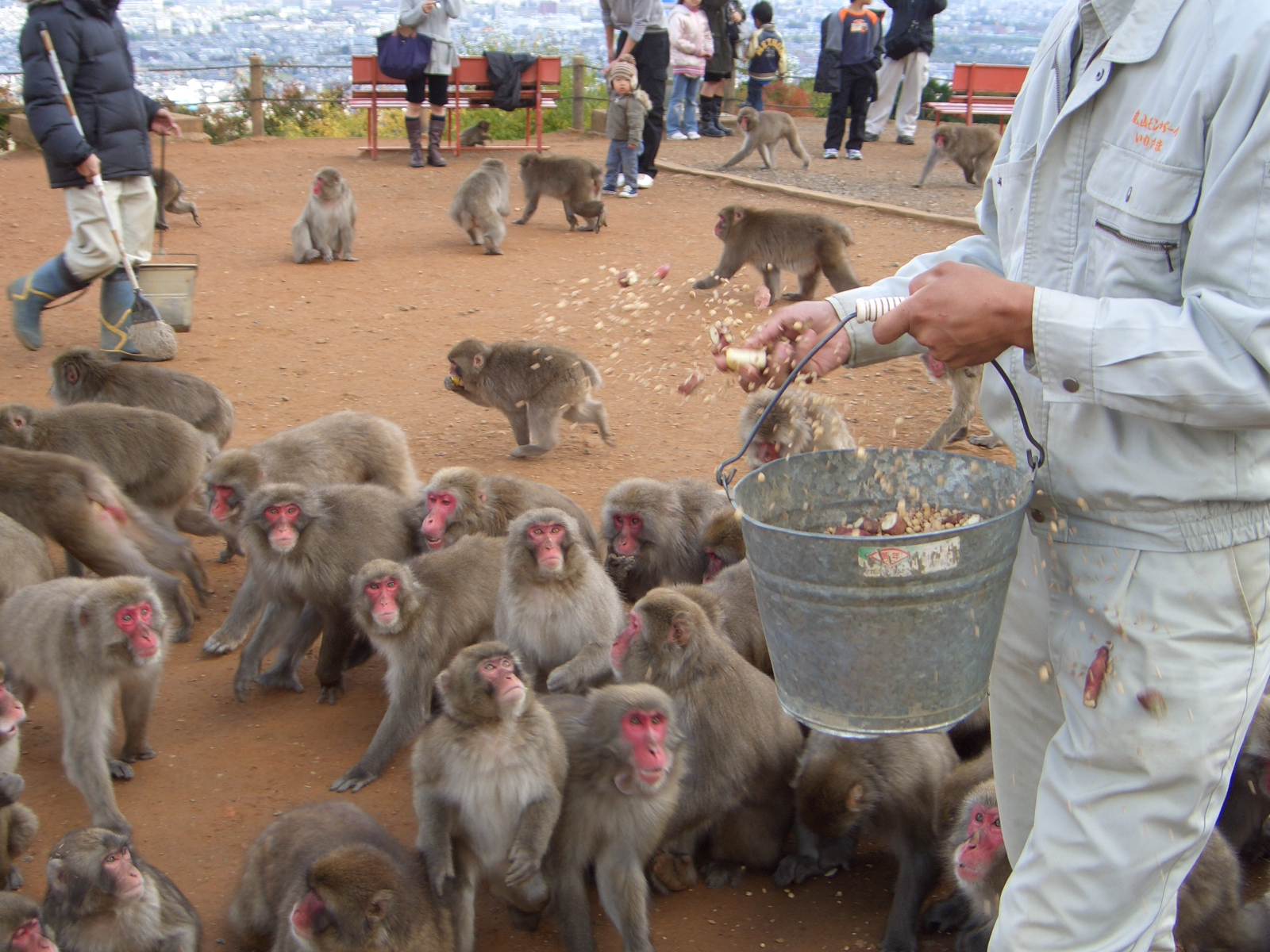
Nourrissage de macaques avec des patates douces au Iwatayama Monkey Park.

Depuis longtemps le macaque japonais est victime de l’influence humaine, que ce soit par la destruction de son habitat, par l’exploitation du bois dans les forêts ou encore l'agriculture sur brûlis, mais aussi par la chasse et son utilisation de ses organes dans la médecine traditionnelle, largement influencée par la Chine, ou encore la consommation de sa viande par certaines populations, malgré les lois bouddhiques en vigueur.
Depuis la Seconde Guerre mondiale, ces menaces ont diminué en raison des changements sociaux et économiques au Japon, impliquent notamment la création d’une législation en faveur de l'interdiction de la chasse aux macaques en 1947. Cette nouvelle perspective faisant, de nouvelles menaces ont émergé : Si l’exploitation intensive des forêts n’a plus cours aujourd’hui, le remplacement des essences sauvages contre des essences pour répondre à la demande de production de bois, aboutissant à la création de forêts artificielles, constituent un problème pour l’habitat et la subsistance des singes. Toutefois, la population de singes est loin d’être sur le déclin : les lois en vigueur pour la préservation de l’espèce, l'augmentation du reboisement ainsi que la raréfaction, voire l'extinction des prédateurs naturels  par l'homme, comme le loup, ont conduit à une forte croissance de la population de singes depuis les années 40.
En 1952, l'Université de Kyoto a lancé une étude écologique sur l'île de Yakushima pour observer les macaques. Par la suite, des initiatives similaires ont été mises en place dans d'autres régions, notamment à Koshima, Takasakiyama, Shodoshima, et dans la péninsule de Shimokita, où les singes ont également été nourris. À son apogée dans les années 1970, il y avait environ 30 sites de ce type au Japon, mais ce nombre a depuis diminué à 17 en 1989. En dehors de ces sites, des particuliers nourrissent également les singes, ce qui peut entraîner une augmentation de la population locale et des nuisances pour les habitants, comme des dégâts agricoles. Par conséquent, des restrictions sur la quantité de nourriture fournie sont parfois mises en place.

#### Ravages sur les cultures
Cette augmentation de la population et un empiètement toujours plus fort de l’influence humaine sur leur habitat, ont conduit à une proximité » avec les singes toujours plus forte : ce qui implique une proximité des terres agricoles avec l'aire de répartition des macaques, faisant, qu’ils,sont devenus un fléau majeur pour les agriculteurs ; déjouant les clôtures et les dispositifs de dissuasion tel que les épouvantails, ils contraignent les exploitent à avoir recours à des moyens plus onéreux pour les repousser, notamment des clôtures électriques,. Car les macaques japonais sont des ravageurs agricoles importants : Depuis la fin de la chasse en 1947, l'urbanisation et le déclin des zones rurales ont permis aux singes de s'aventurer dans les zones habitées, augmentant ainsi les dégâts agricoles, notamment depuis les années 1970. Les clôtures ordinaires ne suffisent pas à les arrêter, car ils peuvent les escalader. Les dispositifs de dissuasion comme les épouvantails ou les bruiteurs sont inefficaces car les singes s'habituent rapidement à leur présence. Pour protéger les cultures, il est nécessaire d'installer des clôtures électriques ou des barrières en fil barbelé, ce qui peut engendrer un coût élevé.Cependant, les singes peuvent contourner ces obstacles en sautant depuis les arbres ou en profitant des failles dans les clôtures. De plus, contrairement aux cerfs et aux sangliers, les macaques se déplacent en groupes et ne se contentent pas de manger les parties les plus accessibles des cultures ; ils peuvent détruire des plants entiers en ne consommant que les parties les plus savoureuses. En 2019, les dégâts agricoles causés par les macaques étaient estimés à environ 90 milliards de yens, faisant d'eux le troisième espèce occasionnant le plus de dégâts aux cultures sur le plan financier, après les cerfs et les sangliers. Les cultures en hauteur, comme les fruits, sont également fortement touchées. En hiver, lorsque la nourriture est rare, ils peuvent également endommager l'écorce des arbres fruitiers. Les dégâts causés par les macaques ne se limitent pas aux pertes de récoltes. Ils peuvent également disperser les cultures hors des champs, augmentant ainsi les déchets et les coûts de nettoyage. Les cultures endommagées peuvent pourrir et attirer des nuisibles, augmentant ainsi les risques sanitaires. Les singes peuvent également endommager les toits des maisons et attirer d'autres animaux. Pour limiter ces dégâts, des méthodes non létales comme l'utilisation de fusils à air comprimé ou de feux d'artifice peuvent être employées pour éloigner les singes des zones habitées. Cependant, en raison de la topographie et du nombre de singes, ces méthodes ne sont pas toujours applicables.
En 2019, le coût des dommages agricoles causés par les macaques était estimé à 'environ 900 millions de yens. Plus de 20 000 macaques étant abattus chaque année dans une tentative de réduire les dommages agricoles, il y a des préoccupations que cet abattage ne réduise l'aire de répartition des macaques, faisant diminuer leur population à terme. En raison des dégâts importants, des campagnes d'abattage sont parfois organisées. En 1996, environ 10 000 singes ont été abattus, malgré cela, la population reste élevée.

#### Attaques sur des personnes
Les singes fréquentent souvent les zones urbaines. Des enregistrements ont pu montrer qu’ils pouvaient également vivre au centre même de Tokyo. Cette forte proximité avec la population n’est pas sans conséquence : en 2022, la ville de Yamaguchi a subi des agressions de la part des singes, avec des attaques sur une cinquantaine de personnes,. Les interactions avec les humains ont également conduit à des confrontations violentes de la part des singes, notamment des attaques sur des personnes, en particulier des femmes, des enfants et des personnes âgées. Dans la ville de Odawara, un groupe de singes connu sous le nom de "H Group" a causé des dégâts agricoles, des intrusions dans les maisons, ainsi que des attaques sur des personnes. En mai 2021, une décision a été prise d'abattre tous les membres du groupe.

#### Hybridation avec des espèces introduites
Du point de vue de la conservation, plusieurs préoccupations existent, notamment la destruction de l’habitat, l'impact des campagnes d'abattage, et le risque d'hybridation avec des espèces apparentées introduites. À Wakayama, des macaque de Formose se sont échappés pour établir des populations sauvages. Et en 1998, des hybrides ont été identifiés à Nakatsugawa (aujourd'hui Minabe). À Aomori, des hybrides ont également été identifiés parmi des macaques de Formose élevés en captivité. Dans la péninsule de Boso, des hybrides entre Macaques japonais et Macaques rhésus ont été confirmés en 2004. En 2016, une étude au Takagoyama Nature Park a révélé que 57 des 164 individus étaient des hybrides.
Sur l’archipel, plusieurs sites sont désignés comme monuments naturels pour protéger les singes, notamment Yakushima depuis les années 50 puis ont suivi Takasakiyama, et Shodoshima, respectivement trois et six ans plus tard. En 1970, les populations de macaques de la péninsule de Shimokita ont également été désignées comme monument naturel.

### État des populations de macaques
En 1947, les populations de macaques japonais dans les régions du nord d'Ōu et du massif Kitakami ont fortement diminué en raison de la chasse intensive. En 1998, elles figuraient sur la liste rouge des espèces menacées>. Bien que leur population soit en voie de rétablissement, certains groupes restent isolés, notamment sur le mont Gobo, tandis que d'autres, non confirmés, subsistent dans les montagnes du nord. Les principales menaces incluent la déforestation, les plantations de cèdres et de pins ainsi que les modifications de l'habitat causées par la prolifération des cerfs de Yakushima. Afin de protéger ces populations, les plaines environnant Gobo ont été désignées comme parc naturel préfectoral. En 2008, la population de cette région était estimée à 73 individus répartis en quatre groupes.

### Introduction aux États-Unis
En 1972, une troupe d'environ 150 macaques japonais a été déplacée de Kyoto vers un observatoire de primates dans le sud-ouest du Texas, aux États-Unis. L'observatoire est un environnement de type ranch clôturé et les macaques ont été autorisés à se déplacer avec un minimum d'interférence humaine. Au début, beaucoup ont péri dans cet habitat inhabituel, composé de broussailles arides. Les macaques ont finalement réussi à s'adapter à l'environnement, ont appris à éviter les prédateurs (comme les aigles, les coyotes, et les crotales, et ont appris à se nourrir de fèves de mesquite, de fruits de cactus et d'autres aliments. Les macaques survivants se sont épanouis, et en 1995, la troupe comptait entre 500 et 600 individus. En 1996, des chasseurs ont mutilé ou tué quatre macaques échappés ; par conséquent, des restrictions légales ont été publiquement clarifiées et des fonds ont été levés pour établir un nouveau sanctuaire d’environ 175 hectares près de Dilley, au Texas,. En 1999, l'Animal Protection Institute a pris en charge la gestion du sanctuaire et a commencé à secourir d'autres espèces de primates. En 2017, la troupe cohabitait avec six autres espèces de macaques.

## Le macaque japonais dans la culture

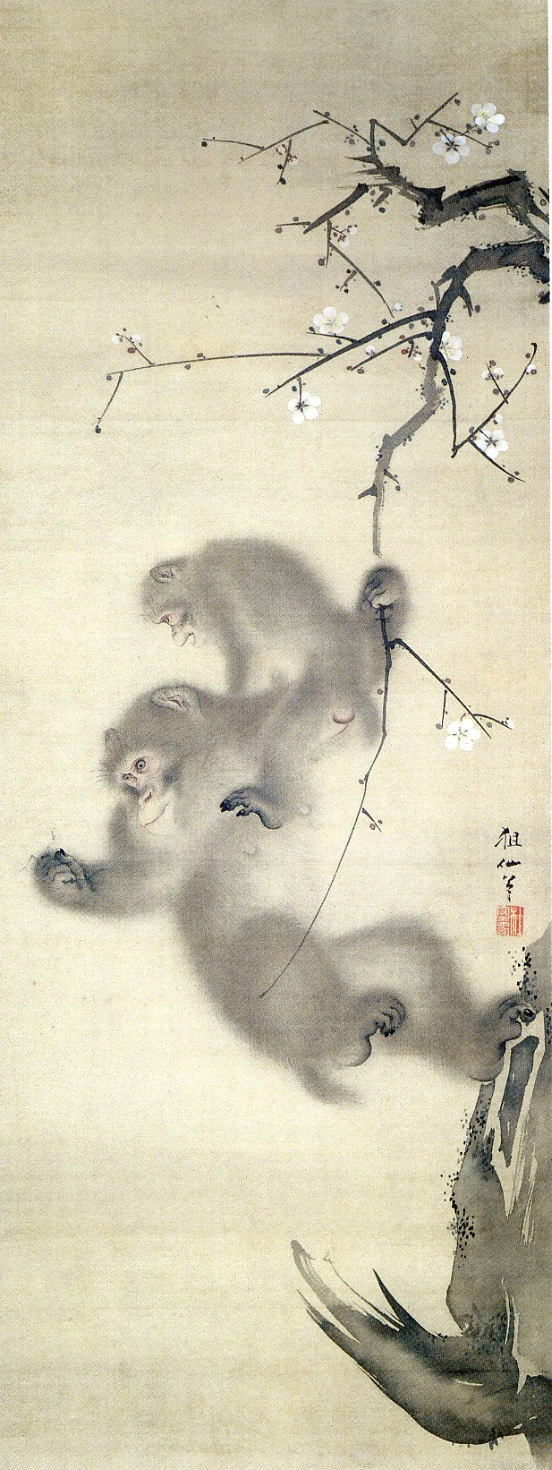
Singes sur un mume, Mori Sosen, 1808

### Utilisation populaire
Le macaque japonais étant, jusqu'à une période récente la seule espèce de singe vivant sur l'archipel japonais, il fut, et est aujourd'hui encore, associé à l'image du singe dans l'imaginaire collectif japonais. Son cri est représenté par l'onomatopée Uki-Uki (ウキウキ). Ce singe est le personnage important de nombreux contes populaires japonais comme Sarukani Gassen (さるかに合戦 ; "la bataille du singe et des crabes") ou encore Momotarō dans lequel il aide le personnage principal à accomplir sa quête aux côtés du chien et du faisan.
Le singe fait partie du zodiaque chinois. Ce zodiaque est utilisé depuis des siècles au Japon et a conduit à de nombreuses représentations du macaque pour cette figure. Il est utilisé pour représenter les Singes de la sagesse au Japon, sous les noms de Mizaru (見ざる) pour l’aveugle, Iwazaru (言わざる) pour le muet ainsi que Kikazaru (聞かざる) pour le sourd. L’une des plus anciennes représentations de ces trois singes se trouve au Nikkō Tōshō-gū, l’un des temples de Nikko, devenu l’un des principaux parcs nationaux du Japon. Dans le récit littéraire, La Pérégrination vers l'Ouest, désigné en japonais sous le nom de Saiyūki (西遊記), le roi singe, Sun Wukong, désigné en japonais sous le nom de Son Goku, (尊極) est exclusivement représenté sous la forme d'un macaque japonais, comme la plupart des représentations issues de la  chinoise représentait le personnage sous la forme d'un macaque.

### Appellations
En japonais, le terme saru (猿, « singe ») désignait à l'origine exclusivement le macaque japonais. Mais un autre terme : mashira, apparaît souvent dans les arts comme la poésie waka. Selon l’ethnologue Minakata Kumagusu , ce mot pourrait être d'origine sanskrite.
Originellement, le caractère 猿 (èn) servait à désigner des singes sans queue, tels que le Gibbon, en opposition à 猴 (kō) qui désignait les singes avec une queue, associés à des bêtes sauvages. Les deux caractères étaient lus en japonais sous le terme de saru.
Le singe était également désigné sous le nom d'Ete-kō (エテ公) dans le langage populaire, un terme qui serait une forme d’euphémisme pour éviter de dire saru, en raison de la connotation négative qu'il entretient avec l'homonyme saru «去る ; "quitter" ; "partir"). Ce terme Ete-Kō pourrait venir du terme Ete  (得手 ; « habileté »). Minakata rapporte que, lors d’une descente en bateau sur la rivière Kumano, le batelier appelait les singes sous des noms comme Yaen 野猿 ; singes sauvages) ou encore Etekichi (エテ吉)  afin d'absolument éviter de prononcer le terme saru.
Pourtant, le caractère 猿, mais surtout sa lecture kun’yomi saru sont également utilisés dans des noms propres : Comme dans celui de Saku no Ōkimi no Saru (柿本朝臣佐留) dans les Nihon Shoki, des noms de poètes comme Saruwaka no Daisuke (猿丸大夫) ou encore ceux de personnalités historiques comme Uesugi Kenshin dont le nom d'enfance était Sarumatsu (猿松) et Maeda Toshitsune nommé Osaru (お猿) dans son enfance. Minakata avance que cela pourrait être un vestige de familles ayant autrefois le singe pour totem. Avant son ascension au pouvoir, le célèbre samouraï, Toyotomi Hideyoshi, était comparé à un singe en apparence et surnommé Kozaru ("Petit Singe"). Ces exemples montrent que, dans l'ensemble du Japon ancien, le terme saru n'était pas systématiquement un terme tabou.

### Représentations culturelles
L’animal  était parfois représenté dans les peintures de la riche époque culturelle, la période Edo, qui a prospéré de 1603 à 1867, comme une métaphore tangible d'une année particulière. L'artiste et samouraï du début du XIXe siècle, Watanabe Kazan (1793–1841), a créé une peinture d'un macaque. Le dernier grand maître du genre ukiyo-e Tsukioka Yoshitoshi, a également représenté les macaques dans ses estampes. Pendant la période Edo, de nombreux netsuke étaient sculptés en forme de ces singes.

### Symboliques

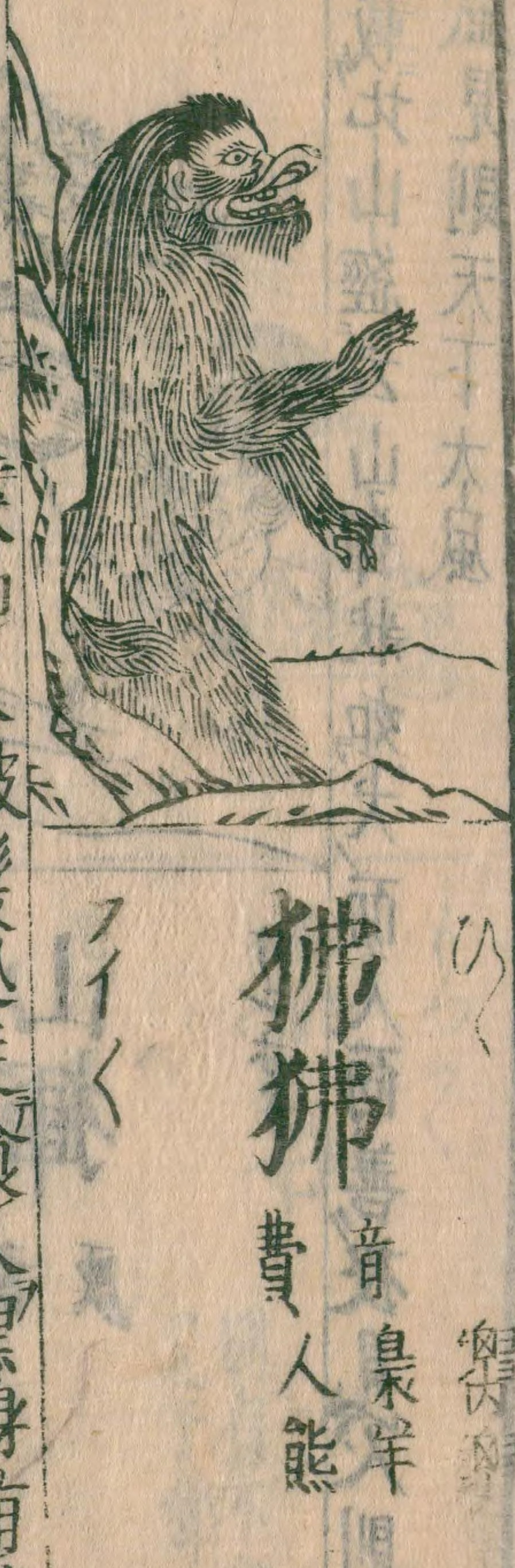
Illustration d’un hi-hi dans une édition du Wakan sanzai zue de 1654.

Pendant longtemps, les singes étaient considérés comme des kami (神, « divinités ; esprits ») résidant dans les montagnes appelées Yama-no-kami (山神 ; 山の神) : Selon Nakamura Shin'ichirō, les primates étaient vénérés comme des messagers ou des incarnations de ces entités en raison de leur apparence humanoïde et de leurs comportements très différents de celui des autres animaux, les rapprochant notamment de la figures du kami du soleil et au kami de la foudre, Raijin. Le nue est un quadrupède mythologique marchant sur les nuages d’orages, notamment caractérisé par sa face simiesque et son association avec la foudre.
Les singes étaient nourris pour protéger les champs, ce qui a conduit à les considérer comme des esprits protecteurs des cultures. Un élément qu’a également noté le célèbre folkloriste Kunio Yanagita, ce dernier ajoutant que cette croyance, influencée par les cultures hindouistes et bouddhistes se serait répandue sur l’ensemble de l’archipel japonais.
Au Japon, le singe est traditionnellement considéré comme le protecteur des chevaux, les protégeant de nombreux maux, notamment des maladies. et dans les grandes maisons, des spectacles de singes étaient organisés pour divertir le public. Les dresseurs de singes, appelés saru-mawashi (猿回し) ou saru-hiki  (猿曳き) étaient des artistes itinérants qui voyageaient avec leurs singes pour divertir le public.
Yanagita Kunio a également décrit une tradition appelée mayazaru (厩猿 ; « le singe de l’écurie ») où des parties du corps du singe, comme le crâne ou les mains, étaient utilisées comme amulettes pour protéger les chevaux et les étables des incendies et d'autres désastres.
Dans certains cas, le singe était un symbole de la dangerosité du monde sauvage et des montagnes environnantes, sous la forme de singes gigantesques (大猿, ōzaru) : Certains animaux représentés dans la littérature chinoise comme dans le Bencao Gangmu, ont été associés à des variantes du macaque japonais :  le Hi-hi, originellement décrit comme une espèce de singe à part entière dans les encyclopédies chinoises, est devenu une de ces créatures surnaturelles, un yōkai , issu d'un macaque japonais ayant pris de l’âge. Il lui arrivait de descendre de sa montagne pour s’introduire dans les villages et y enlever des jeunes femmes. Le singe, et plus particulièrement par l’intermédiaire d’une créature désignée sous le nom de enkō (猿猴) est souvent décrit comme une forme plus ancienne de croyance autour d’humanoïdes aquatiques comme les kappa, créatures réputées pour voir sous le kimono des femmes ou encore leur retirer leur énergie vitale par le rectum. Par l’intermédiaire de ces figures légendaires, mais aussi par sa sexualité débridée, le singe a notamment très tôt été associé à la luxure et la perversité.

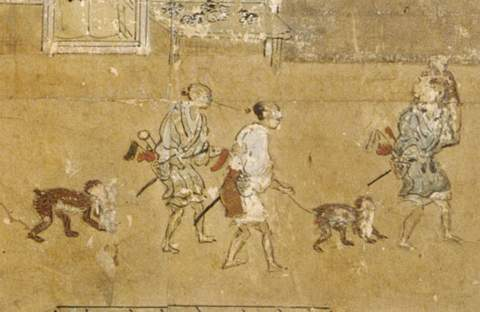
Un saru-mawaxhi et son singe, Kanō Motonobu, 1520.
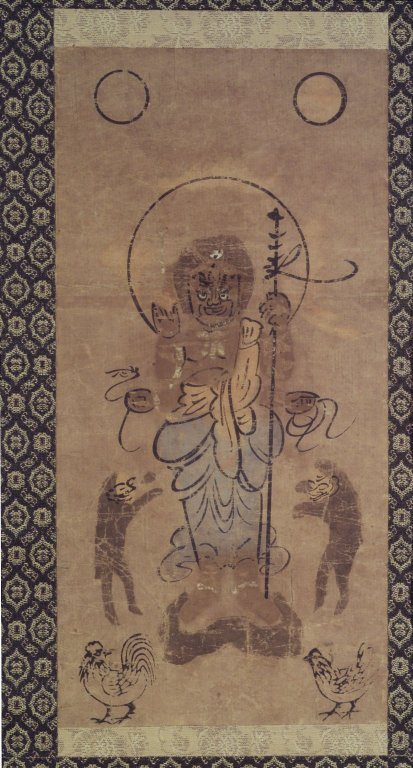
La divinité principale du culte Kōshin, Shōmen Kongō, accompagnée de deux singes. Deux cercles symbolisant le soleil et la lune figurent dans la partie supérieure, tandis qu'un coq apparaît dans la partie inférieure. Époque d'Edo.
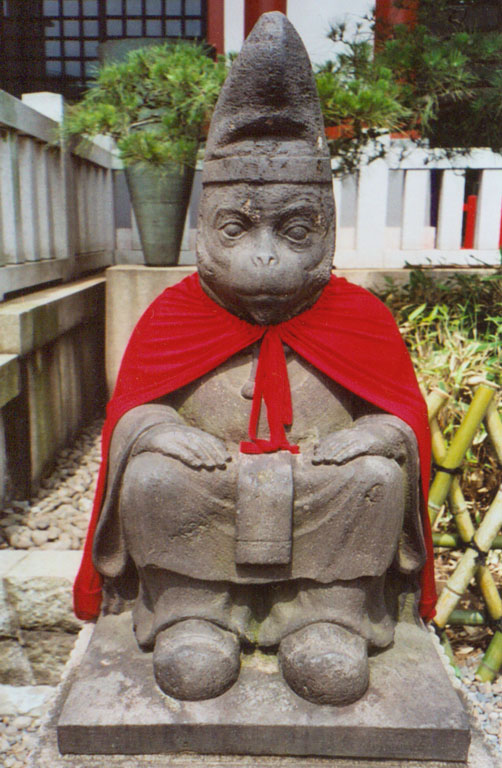
Statue de singe au sanctuaire Hie (Chiyoda) à Nagatachō, Tokyo, issu du culte Sannō (culte Hie). Considérés comme des messagers divins, ces singes remplacent les Komainu pour veiller sur le sanctuaire.
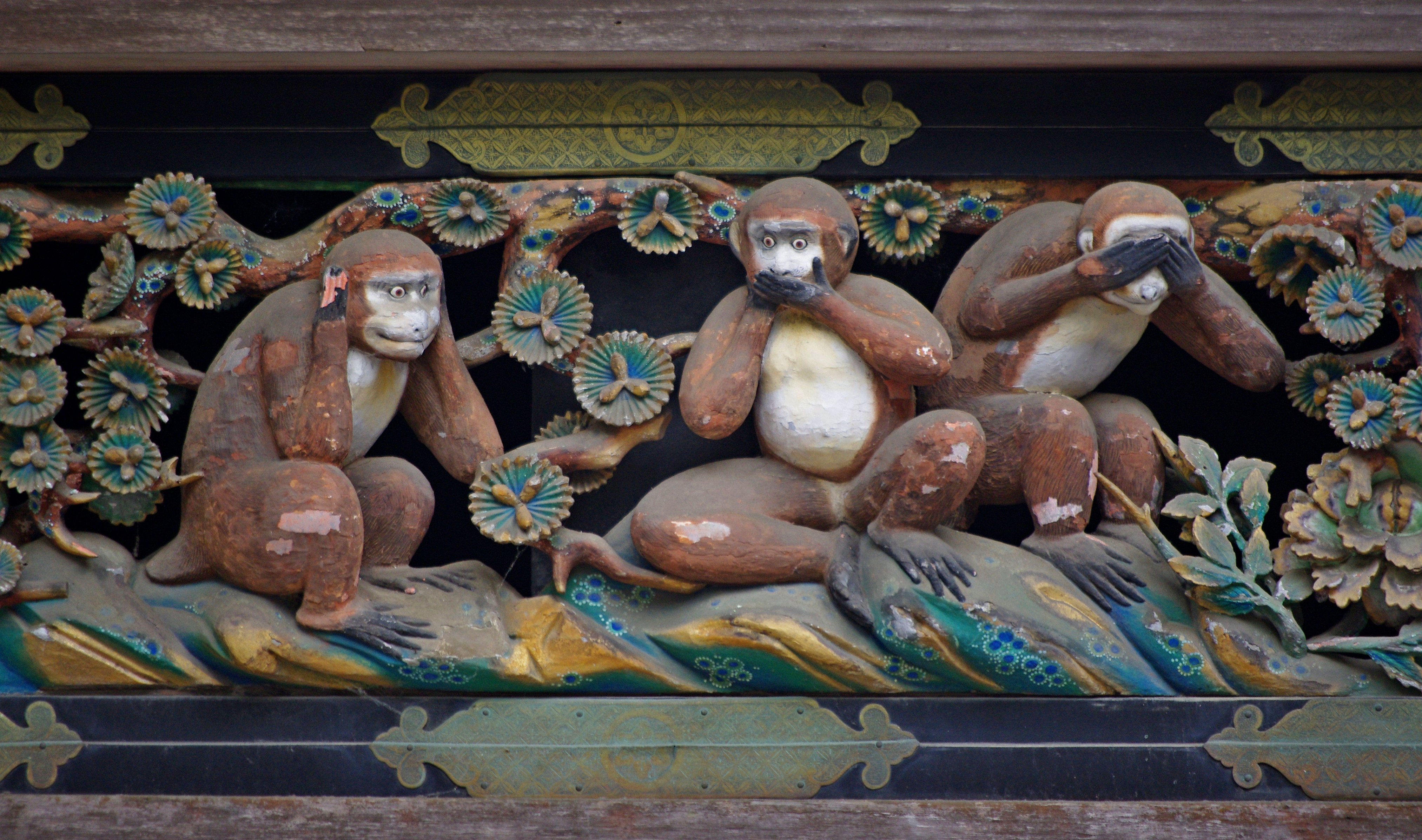
Les célèbres Trois singes de Nikkō au sanctuaire Tōshō-gū de Nikkō. Ce relief est en réalité situé sur une écurie appelée « Shinkyūsha », reflétant une croyance populaire selon laquelle « les singes protègent les chevaux ».